# 김규민 (배우)
김규민(1979년 4월 26일 ~ )은 대한민국의 영화 배우이다. 1992년 MBC 《일출봉》으로 데뷔하였다.